# Фреге, Людвиг
Фердинанд Людвиг Фреге (нем. Ferdinand Ludwig Frege; 6 июля 1804, Берлин — 6 июля 1883, Шёнеберг) — немецкий богослов и историк.
Получил религиозное образование. С 1829 г. был воспитателем прусских принцев Адальберта и Вальдемара. В 1835—1845 гг. служил священником в Шведтском замке. Затем с 1846 г. и до конца жизни священник в Шёнеберге.
Автор многочисленных работ по истории Берлина и Пруссии, в том числе «Берлин под влиянием Реформации в шестнадцатом столетии» (нем. Berlin unter dem Einflusse der Reformation in sechszehnten Jahrhundert; 1839), «Юбилейные торжества Германии и Пруссии» (нем. Deutschlands und Preußens Jubel-Freude. Erinnerungen an die Jahre 1440, 1540, 1640 u. 1740; 1840), «Из истории прусских народных песен» (нем. Zur Geschichte des preußischen Volksliedes; 1850). Входил в число авторов ежегодника «Новый немецкий некролог».
Именем Фреге названа улица (нем. Fregestraße) на территории нынешнего берлинского района Фриденау.